# Deschampsia setacea
Aristavena setacea
Espèce
Deschampsia setacea, en français Aïra discolore, Canche grêle, Canche sétacée, Canche des marais ou Deschampsie sétacée, est une espèce de plantes à fleurs du genre Deschampsia et de la famille des Poaceae. C'est une plante herbacée vivace originaire d'Europe atlantique.

## Description

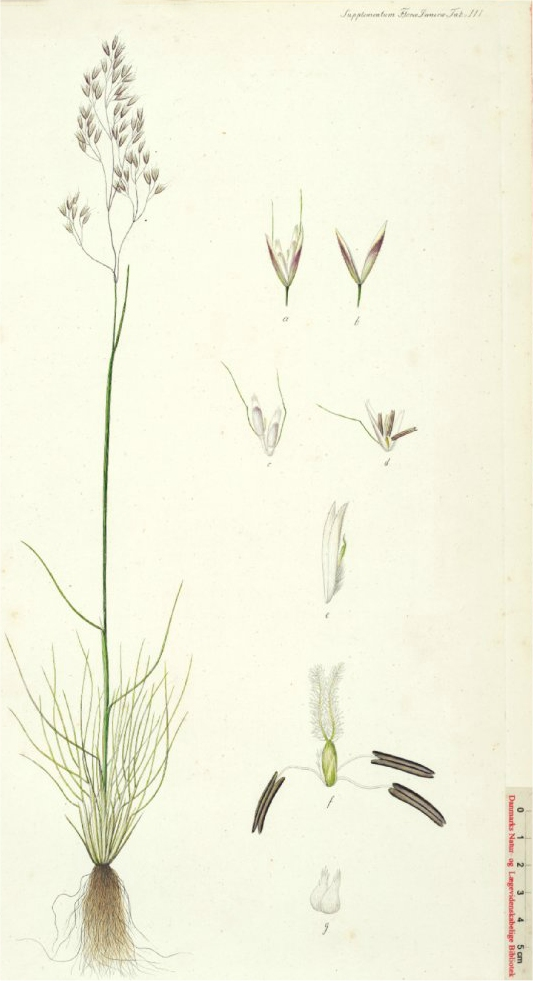
Canche des marais (Illustration botanique 1).

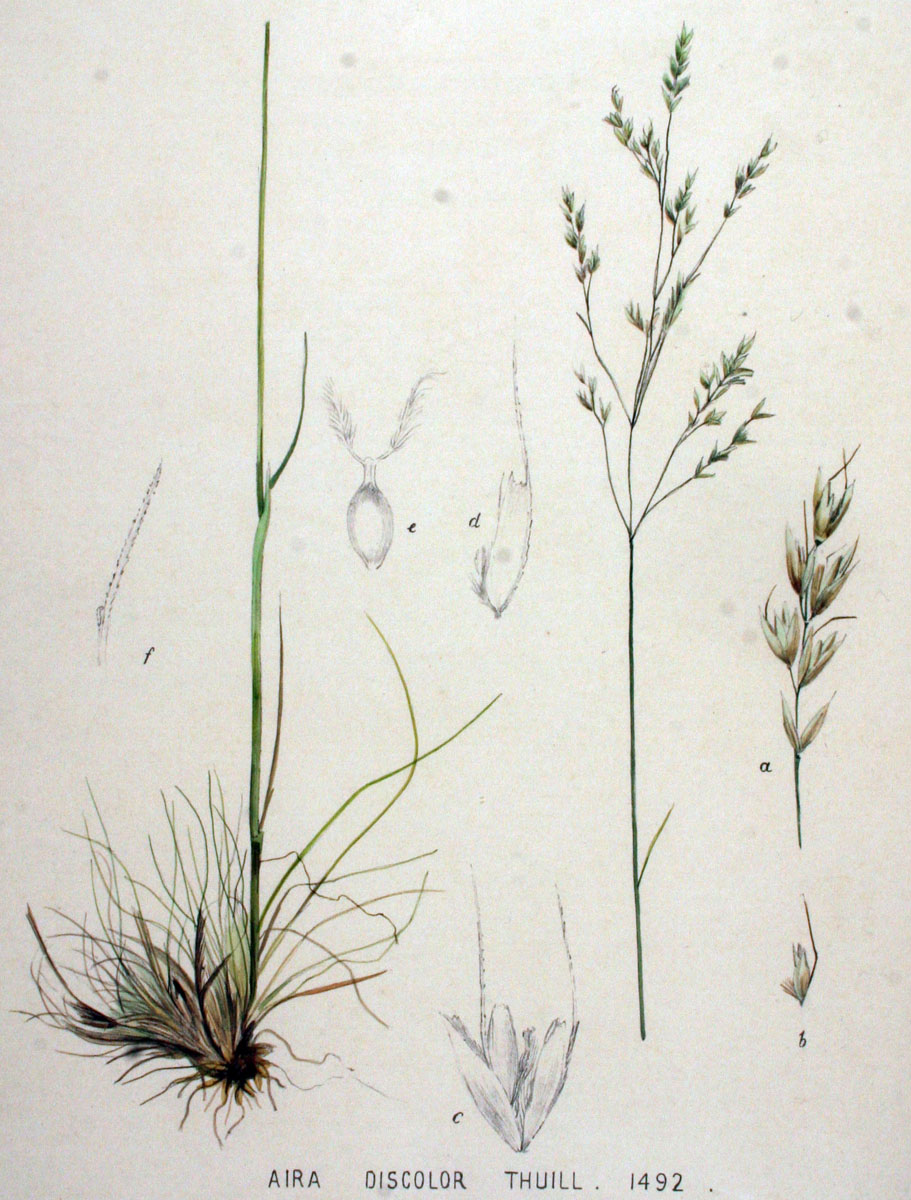
Canche des marais (Illustration botanique 2).

### Appareil végétatif
La Canche des marais est une plante vivace de 40 à 80 cm de hauteur, formant des touffes assez denses. Ses feuilles, de 5 à 20 cm de longueur, sont rudes, glaucescentes, ordinairement enroulées-sétacées, parfois planes ; la ligule est très longue (4 à 8 mm), aiguë. 

### Appareil reproducteur
L'inflorescence est une panicule lâche, à rameaux longtemps nus, flexueux ; l'épillet est long de 4–5 mm, biflore, violacé, bordé de roussâtre, à pédicelle plus court que lui ; les glumes sont ovales-oblongues, aiguës, la supérieure à une seule nervure ; la glumelle inférieure est tronquée, irrégulièrement dentée au sommet, à arête toujours coudée, naissant près de la base et dépassant les glumes. La floraison de juin à août.

### Confusions possibles
L'espèce étant assez discrète, elle est difficile à déterminer à l'état végétatif, que l'on pourrait confondre, par exemple, avec Deschampsia flexuosa, dont l'écologie est cependant très différente.

## Habitat et écologie
La Canche des marais est hémicryptophyte. L'espèce est peu abondante, ne formant en général pas de grandes populations. Elle pousse dans les landes marécageuses, bords de mares oligotrophes, sur sols tourbeux ou sableux, surtout en plaine.

## Répartition
C'est une espèce typiquement subatlantique, présente depuis le sud de la Norvège jusqu'en Cantabrie, et ne dépassant pas, à l'est, la Suède, les Pays baltes, l'ouest de la Pologne, le centre de l'Allemagne, la France. Elle aurait été observée dans le sud de la Patagonie.
En France, on ne la rencontre seulement dans l'ouest et le nord-ouest, des Landes à la Bretagne, à l’Île-de-France, au Berry ; quasiment absente ailleurs, en particulier dans le sud-est et le Midi.

## Menaces et conservation
L'espèce est en régression partout en France ; elle a disparu d'une partie de la côte atlantique et surtout de l'intérieur des terres. Néanmoins, ce taxon pourrait être sous-estimé du fait de sa discrétion, des difficultés de sa détermination, et, peut-être aussi, du manque d'observateurs. Elle est menacée par la régression et la dégradation des zones humides. La Canche des marais est classée « en danger critique d'extinction » (CR) en Auvergne, Bretagne, Centre-Val de Loire, Île-de-France et Limousin. 

## Synonymes

### Noms hétérotypiques
- Aira setacea Huds., Fl. Angl.: 30 (1762).
- Aira montana var. setacea (Huds.) Huds., Fl. Angl., ed. 2: 35 (1778).
- Aristavena setacea (Huds.) F.Albers & Butzin, Willdenowia 8: 83 (1977).

### Synonymes hétérotypiques
- Aira discolor Thuill., Fl. Env. Paris, ed. 2: 39 (1799).
- Aira scabrosetacea Knapp, Gram. Brit.: t. 32 (1804).
- Aira flexuosa var. discolor (Thuill.) Loisel., Fl. Gall.: 46 (1806).
- Deschampsia discolor (Thuill.) P.Beauv., Ess. Agrostogr.: 149, 160 (1812).
- Aira uliginosa Weihe & Boenn. in C.M.F.von Boenninghausen, Prodr. Fl. Monast. Westphal.: 25 (1824).
- Aira flexuosa var. uliginosa (Weihe & Boenn.) Fr., Nov. Fl. Suec. Alt., ed. 2: 11 (1828).
- Avena discolor (Thuill.) Lej. & Courtois, Comp. Fl. Belg. 1: 69 (1828).
- Deschampsia uliginosa (Weihe & Boenn.) Scheele, Flora 27: 56 (1844).
- Avenella uliginosa (Weihe & Boenn.) Parl., Fl. Ital. 1: 246 (1850).
- Deschampsia thuillieri Godr. & Gren. in J.C.M.Grenier & G.Godron, Fl. France 3: 508 (1856), nom. superfl.
- Aira cespitosa var. uliginosa (Weihe & Boenn.) Alef., Landw. Fl.: 348 (1866).
- Lerchenfeldia uliginosa (Weihe & Boenn.) Schur, Enum. Pl. Transsilv.: 754 (1866).
- Aira flexuosa subsp. uliginosa (Weihe & Boenn.) Syme in J.E.Smith, Engl. Bot., ed. 3, 11: t. 1733 (1873).
- Salmasia uliginosa (Weihe & Boenn.) Bubani, Fl. Pyren. 4: 320 (1901)[5].